# Język aungi
Język aungi (oryg. አውጚ [ˈawŋi]; inne nazwy: awngi, awiya, awi, agaw, agau, agew, agow, awawar, damot, kwollanyoch) – język kuszycki używany w północno-zachodniej Etiopii przez rolniczy lud Awi.